# Tetrafluorammónium
A tetrafluorammóniumion molekulakation, képlete NF+4. Az ammóniumion megfelelője a hidrogének helyén fluoratomokkal. Izoelektronos a CF4-nal, a ONF3-dal és a BF−4-tal.
Sót alkot számos fluortartalmú ionnal, például a hidrogénfluorid-anionnal (HF−2), a tetrafluorobromáttal (BrF−4), pentafluoridokkal (MF−5, M = Ge, Sn vagy Ti), hexafluoridokkal (MF−6, ahol M = P, As, Sb, Bi vagy Pt), heptafluoridokkal (MF−7, M = W, U vagy Xe), oktafluoroxenáttal (XeF2−8), bizonyos oxifluoridokkal (MF5O−, ahol M = W vagy U, FSO−3, BrF4O−) és ClO−4-tal. A nitrát (NF4NO3) előállítása a gyors florozás ({\displaystyle {\ce {NF4+ + NO3- ->NF3 + FONO2}}}) miatt sikertelen volt.

## Szerkezet
A tetrafluorammónium tetraéderes, a N–F kötés hossza 124 pm. A fluoratomok ekvivalensek.

## Szintézis
A tetrafluorammóniumion vegyületei nitrogén-trifluorid fluoros oxidációjával állíthatók elő erős, fluoridakceptorként működő Lewis-sav mellett. Az 1966-ban megjelent eredeti szintézisben a Lewis-sav antimon-pentafluorid:
{\displaystyle {\ce {NF3 + F2 + SbF5 -> NF4SbF6}}}
A hexafluorarzenát hasonlóan állítható elő arzén-pentafluoridból 120 °C-on:
{\displaystyle {\ce {NF3 + F2 + AsF5 ->NF4AsF6}}}
A nitrogén-trifluorid fluorral és bór-trifluoriddal való reakciója 800 °C-on tetrafluorborátot ad:
{\displaystyle {\ce {NF3 + F2 + BF3 -> NF4BF4}}}
Az NF+4-sók NF3 KrF2-dal való fluorozásával és MFn alakú fluoridokkal állítható elő, ahol M = Sb, Nb, Pt, Ti vagy B. Például TiF4-dal [NF+4]2TiF2−6 keletkezik.
Sok tetrafluorammónium-só állítható elő sómetatézissel.

## Reakciók
A tetrafluorammónium-sók erősen higroszkóposak. A NF+4 ion vízben oldva NF3-ra, H2F+-ra és oxigénre bomlik. E folyamat során H2O2 is keletkezik:
{\displaystyle {\ce {2 NF4+ +2 H2O ->2 NF3 +2 H2F+ +O2}}}
{\displaystyle {\ce {NF4+ + 2H2O ->NF3 + H2F+ + H2O2}}}
NF+4SbF−6 és alkálifém-nitrátok reakciója FONO2-ot ad.

## Jellemzők
Mivel a NF+4-sókat a víz bontja, ez nem használható oldószerként. Ehelyett bróm-trifluorid, bróm-pentafluorid, jód-pentafluorid vagy vízmentes hidrogén-fluorid használható.
A tetrafluorammónium-sók jellemzően színtelenek, de vannak más elemek jelenléte miatt színes sók. A (NF+4)2CrF2−6, a (NF+4)2NiF2−6 és a (NF+4)2PtF2−6 vörösek, a (NF+4)2MnF2−6, a NF+4UF−7, a NF+4UOF−5 és a NF+4XeF−7 sárgák.

## Alkalmazások
NF+4-vegyületeket használnak szilárd hajtóanyagú NF3–F2 gázgenerátorokhoz és aromás vegyületek elektrofil fluorozására. Elég erős fluorozószerek, hogy a metánnal reagáljanak.

## Fordítás
Ez a szócikk részben vagy egészben  a   Tetrafluoroammonium című angol Wikipédia-szócikk ezen változatának fordításán alapul.  Az eredeti cikk szerkesztőit annak laptörténete sorolja fel. Ez a jelzés csupán a megfogalmazás eredetét és a szerzői jogokat jelzi, nem szolgál a cikkben szereplő információk forrásmegjelöléseként.